# MoReq
MoReq o Model Requirements for the Management of Electronic Documents and Records (en català; Model de Requirements per a la Gestió de Documents Electronics) és un conjunt de requisits per a l'organització d'arxius electrònics. Es tracta d'un enfocament operacional de la norma de gestió de documents ISO 15489.

## MoReq (2001)
A l'inici dels anys 90 eren necessaris uns estàndards per a la Gestió de Documents Electrónics (Electronic Records Management). Sis anys després va ser encarregada, pel suggeriment del DLM Fòrum, per la Unió Europea dins del marc del programa IDA (Intercanvi de dades entre Administracions.) Un any després van desenvolupar el MoReq, una especificació que reemplaça les diferents normes i especificacions nacionals. Va ser desenvolupada per la consultoria britànica, Cornwell Affiliates plc, i revisada per experts de diferents organitzacions i països.
El Moreq va ser publicat el 2001. Dissenyat com un model de requisits de programes de gestió electrònica, tant per organitzacions públiques com privades, que ofereix recursos bàsics per fixar una administració electrònica, articulant de manera plena els processos administratius, facilitant l'avaluació, l'accés i la localització dels documents. S'ha traduït a més de 14 idiomes, incloent el rus i el xinès.
El Moreq diferencia entre un Sistema de Gestió de Documents Electrònics (SGDE) i un Sistema de Gestió de Documents Electrònics d'Arxiu (SGDEA) i emfatitza els seus requeriments en elements que permeteixen tenir un Software que impedeix que es modifiquin els documents d'arxiu, a més de comptar amb controls molt rigorosos per a la seva conservació.
En un SGDEA, el quadre de classificació és un element clau, ja que defineix el model en què els documents electrònics d'arxiu s'organitzaran en expedients virtuals, així com les relacions entre ells.
Compta amb un total de 390 requisits i 127 elements de metadades, cada requisit té assignat un número i s'expressa en llenguatge natural.
L'especificació Moreq és pública i pot ser descarregada des del web de manera gratuïta.

## Usuaris
- Qualsevol persona amb accés autoritzat a l'aplicació SGDEA.
- Com a administrador; qui gestiona els documents d'arxiu emmagatzemats en el SGDEA el sistema en si, al costat de la seva base de dades.

## Utilització
- Organitzacions dedicades a la formació.
- Usuaris del SGDEA, com a punt de partida en la preparació d'una licitació. I en l'auditoria o avaluació d'un sistema ja existent.
- Proveïdors i creadors de SGDEA.
- Proveïdors de serveis de gestió de documents d'arxiu.
- Usuaris de serveis externs de gestió de documents d'arxiu, a l'hora d'especificar els serveis que van contractar.

## MoReq2 (2008)
El nou objectiu del DLM Fòrum va ser aplicar el MoReq i corregir les seves limitacions. El 2008 va ser publicat el MoReq2, elaborat per un equip de consultors de l'empresa Cornwell Affiliates PLC per encàrrec de la UE.
El MoReq2 estableix la necessitat de ressenyar fins a vint-i-nou elements diferents de metadades per permetre la identificació, descripció, gestió i utilització dels documents electrònics d'arxiu.
El Moreq2 ha sigut dissenyat per a la conservació, eliminació, transferències, captura de documents d'arxius, cerca, recuperació i presentació de funcions administratives. Conté altres funcionalitats com: signatura electrònica, automatització dels fluxos de treball (workflows), encriptació, filigranes electròniques i un esquema XML.

## MoReq 2010
El 6 de juny de 2011 a Brussel·les, el DLM Fòrum, va anunciar la publicació dels Serveis Bàsics i els Mòduls de complement per als Requisits Modulars per Aplicacions de Gestió Documental (MoReq2010) i l'especificació de sistemes de gestió de documents electrònics (ERMS).
Durant el desenvolupament es va posar especial atenció en l'anàlisi i referència a estàndards internacionals claus. Això va permetre al DLM Fòrum reivindicar legítimament que els seus treballs proporcionen un mitjà pel qual aquestes normes poden ser mesurades i implantades.
El MoReq2010 és un nou estàndard que sostindrà els requisits del Consell Internacional d'Arxius i fomentarà el desenvolupament per introduir una mesura adequada de funcionalitats de gestió de documents en tots els negocis.
El llançament formal de les primeres sèries de mòduls complementaris per MoReq2010® es va dur a terme a la Conferència Triennal de DLM a Brussel·les el desembre de 2011. Els seus dos principals programes de suport són: una publicació dels procediments de prova del Grup d'Assaigs del Centre d'Acreditació i Certificació de Processos. A més dels programes de formació MoReq2010 que han de ser programats pels Arxius Nacionals i òrgans de formació a tot Europa.